# Gama, Shikarpur
Gama là một làng thuộc tehsil Shikarpur, huyện Shimoga, bang Karnataka, Ấn Độ.